# Bataille de Dongkou
Campagne contre le Wu de Cao Pi
La bataille de Dongkou est un combat naval qui a lieu entre la fin de l'année 222 et le début de l'année 223, pendant la période des Trois Royaumes de l'Histoire de la Chine. Cette bataille fait partie d'un conflit à plus grande échelle entre le royaume de Wei et le royaume de Wu. Elle s’achève par une victoire à la Pyrrhus du Wu.

## Situation avant la bataille
En 222, lors de la bataille de Xiaoting, les troupes de Sun Quan réussissent à vaincre celle de Liu Bei, l'empereur du Shu. Cette victoire est en partie due au fait que le clan Sun a fait soumission à Cao Pi, qui lui a assuré en retour un soutien non négligeable. En effet, ce dernier a fondé en 220 le royaume de Wei, après avoir renversé le dernier empereur de la dynastie Han, et c'est pour renforcer son pouvoir qu'il a accepté d'aider les Sun dans leur conflit contre Liu Bei, car ce dernier visait aussi le trône impérial. Cependant, le principe même de cette alliance est controversé, aussi bien chez les Sun qu'au sein du Wei. En effet, 14 ans plus tôt, Sun Quan avait refusé de se rendre à Cao Cao, le père de Cao Pi, et lui avait infligé une cuisante défaite à la bataille de la Falaise rouge. Du côté de Cao Pi, ce dernier et ses conseillers n'apprécient pas que Sun Quan porte le titre de "Roi du Wu", alors que le Wei ne voit en lui qu'un vassal. Au sein des forces armées de Sun Quan, on juge que l'alliance avec le Wei est devenue inutile depuis que la défaite de Liu Bei à Xiaoting a rendu le Shu trop faible pour menacer les possessions des Sun. Enfin, Sun Quan agissait comme s'il ne comptait pas renouveler cette alliance.
Très vite, les plans de Cao Pi pour éviter que les Sun ne renouent des relations avec le Shu tombent à l'eau, lorsque Sun Quan et Liu Bei renouent leur alliance. L'empereur du Wei tente de contrer ce rapprochement en demandant à Sun Quan d'envoyer Sun Deng, son fils aîné, comme otage à Luoyang, la capitale du Wei. Sun Quan décline poliment l'invitation, et s'excuse auprès de Cao Pi, en lui expliquant que son fils est trop jeune et sa santé trop précaire pour qu'il puisse partir loin de chez lui et de sa famille. Dans un premier temps, Cao Pi n'insiste pas, mais il finit par réitérer sa demande pour avoir Sun Deng en otage, demande qui est à nouveau rejetée.
Finalement, les relations diplomatiques entre le Wei et les Sun sont rompues et Cao Pi se prépare pour attaquer Sun Quan. Ce dernier multiplie les ambassades pour essayer de négocier la paix, mais en vain. En novembre 222, Sun Quan prend acte de la situation et déclare son indépendance.

## La bataille

### Préparatifs et premiers mouvements
À l'automne de l'année 222 (soit le 9e mois lunaire de 222) Cao Pi donne l'ordre à Cao Xiu, Zhang Liao et Zang Ba d'attaquer Dongkou (洞口);pendant que Cao Ren attaque Ruxu (濡須); et que Cao Zhen, Xiahou Shang, Zhang He et Xu Huang assiègent la commanderie de Nan (南郡). En riposte à cette attaque, Sun Quan nomme Lü Fan chef de 5 armée et l'envoie contrer Cao Xiu; pendant que Zhuge Jin, Pan Zhang et Yang Can (楊粲) sont envoyés pour briser le siège de la commanderie de Nan, qui est défendue par Zhu Ran. Enfin, Zhu Huan doit défendre la forteresse de Ruxu contre les attaques de Cao Ren.

### L'offensive du Wei
Dans un premier temps, l'armée du Wei, supérieure en nombre, réussit à briser la ligne de front du Wu. Les deux camps doivent composer avec une violente tempête qui frappe la région et qui provoque des pertes au sein de l'armée de Lü Fan, tout en ralentissant l'avancée des troupes de Cao Xiu. Ce dernier agit comme une tête brûlée, avançant sans précautions malgré la situation ; au point que ses subordonnés et ses soldats doivent régulièrement le modérer. Ce trait de caractère de Cao Xiu était bien connu, et lorsque Cao Pi s'en est inquiété, Dong Zhao, un des principaux conseillers de la famille Cao, avait assuré à l'empereur du Wei que les troupes de Cao Xiu allaient faire le nécessaire pour modérer ce dernier. Mais plus que Cao Xiu, c'est Zhang Liao qui inquiète et effraye Sun Quan. Lorsqu'il apprend que ce général du Wei participe à la campagne, il dit à ses subordonnés : "Zhang Liao est peut-être malade, mais il est toujours un adversaire à craindre. Faites attention !". Les craintes de Sun Quan sont fondées, car lors des combats, Zhang Liao et les généraux qui l'accompagnent finissent par infliger une défaite à Lü Fan. En effet, quand Cao Xiu, Zhang Liao et Zang Ba passent à l'attaque, Lü Fan, accompagné de Xu Sheng, Quan Cong et Sun Shao, prend la tête de la flotte de Sun Quan et met le cap sur Dongkou pour y affronter l'ennemi.
L'affrontement a lieu au début de l'année 223, quand Cao Xiu donne l'ordre à Zang Ba d'attaquer le petit fort de Xuling. Zang Ba échoue et est rapidement défait, mais Cao Xiu et Zhang Liao prennent l'avantage sur Lü Fan et les troupes de ce dernier commencent à battre en retraite en désordre.

### Retournement de situation et retraite du Wei
C'est alors que des renforts arrivent à point nommé, ce qui permet à Sun Shao et Xu Sheng de bloquer l'avance du Wei, puis de repousser petit à petit l'ennemi. En effet, sur les autres fronts de l'invasion le Wei subit défaite sur défaite et ses armées battent en retraite dans le désordre. Lorsque ces nouvelles arrivent à Dongkou, le moral des troupes de Sun Quan monte en flèche, pendant que celui des soldats du Wei s'effondre. Finalement, Cao Xiu se replie avec son armée et retourne à Luoyang, la capitale du Wei.

## Conséquences
Après la défaite du Wei à Dongkou et l'échec de l'invasion de la région ouest du Yangzi Jiang, Sun Quan saisit sa chance et lance une offensive durant l'été 223, qui lui permet de détruire la nouvelle commanderie que le Wei venait de créer à Qichun. À la suite de ces victoires, Sun Quan se sent assez sûr de lui pour se déclarer empereur et fonder le royaume de Wu, proclamant ainsi la troisième et dernière des trois dynasties de la période des trois royaumes.
Enfin, Sun Lang est banni du clan Sun, ce qui l'oblige à changer son nom en Ding Lang, et est renvoyé de l'armée.

## Ordre de bataille
|  | - le Grand Général qui Conquiert l'Est (征東大將軍) Cao Xiu - Le général de l'Avant-garde (前將軍) Zhang Liao - Zang Ba | - l'Administrateur de Danyang (丹楊太守) Lü Fan - Sun Lang - Quan Cong - le Gouverneur de Lujiang Xu Sheng - le Marquis de Shanyin (山陰侯) He Qi - le Géneral Qui Fortifie le Nord (鎮北將軍) Sun Shao |

## La bataille dans les œuvres de fiction
Dans le roman historique Les Trois Royaumes, Zhang Liao est tué lors de cette bataille, alors qu'il défend Cao Pi qui est attaqué par Ding Feng, un des généraux de Sun Quan. Il est touché à la taille par une flèche tirée par Ding Feng et meurt des suites de ses blessures peu après la bataille. Cao Pi lui organise alors des funérailles grandioses.
La fiction face à la réalité historique
Selon la biographie de Zhang Liao contenue dans le Sanguozhi , ce dernier meurt de maladie. En 222, il est déjà malade lorsqu'il participe à la bataille de Dongkou et si le Sanguozhi confirme la plupart des détails comme l'avertissement de Sun Quan à ses troupes et la défaite de Lü Fan qui se transforme en victoire au dernier moment; il n'est fait nulle part mention d'une blessure par flèche. Dans cette biographie, il est écrit que la bataille fait empirer l'état de santé de Zhang Liao et qu'il finit par mourir dans le courant de l'année 223, à Jiangdu,.